# Liviu Galaction Munteanu
Liviu Galaction Munteanu (n. 16 mai 1898, Cristian, comitatul Brașov, Regatul Ungariei – d. 8 martie 1961, Aiud, România) a fost un preot ortodox român, profesor de teologie la Cluj-Napoca, canonizat ca sfânt de Sfântul Sinod al Bisericii Ortodoxe Române în ședința sa din 11-12 iulie 2024, cu titulatura „Sfântul Preot Mucenic Liviu Galaction de la Cluj” și prăznuirea în ziua de 8 martie.